# Michał Matyjasik
Michał Matyjasik (ur. 6 sierpnia 1976 w Końskich) – polski piłkarz ręczny, występujący na pozycji skrzydłowego, trener.

## Życiorys
Wychowanek MKS Końskie. W 1994 roku został wcielony do drużyny seniorów. Rok później jego klub spadł do III ligi, a w sezonie 1995/1996 awansował do II ligi. W koneckim klubie Matyjasik występował do 1998 roku.
16 września 2000 roku zadebiutował w barwach MSPR Łódź w ekstraklasie w wygranym 22:20 spotkaniu z Zagłębiem Lubin. W łódzkim klubie występował do końca 2002 roku, rozgrywając w jego barwach 74 mecze ligowe. Zdobył w nich 271 bramek. Podczas rundy wiosennej sezonu 2002/2003 grał w Virecie Zawiercie, po czym został zawodnikiem Pabiksu Pabianice. Z klubem tym Matyjaszczyk awansował do I ligi. W sezonie 2004/2005 ponownie grał w Virecie Zawiercie. Następnie występował w Piotrkowianinie Piotrków Trybunalski oraz Anilanie Łódź. W 2009 roku wrócił do Piotrkowianina. W jego barwach zdobył łącznie 355 bramek w 105 meczach Superligi. W 2011 roku z powodu słabnącej formy opuścił klub.
Po zakończeniu kariery zawodniczej trenował juniorów i seniorów Anilany Łódź. W 2021 roku został asystentem Bartosza Jureckiego w Piotrkowianinie.
Jego bracia, Radosław i Przemysław, również grali w piłkę ręczną.